# Zemětřesení v Egejském moři 2017
Zemětřesení v Egejském moři 2017 mělo sílu 6,6 a došlo k němu kolem půlnoci 21. července 2017 v Egejském moři na jihozápadě Turecka. Po zemětřesení následovalo dalších 9 otřesů se silou 4,0 až 4,9. Zěmětřesení též zasáhlo řecký ostrov Kós, kde bylo v důsledku tohoto zemětřesení zemřeli dva lidé a kolem 150 lidí utrpělo zranění. V Turecku bylo zraněno přes 350 lidí. V blízkosti epicentra byla též pozorována vlna tsunami, která poškodila některé lodě v přístavech.